# Brada (hrad)
Brada je zřícenina hradu poblíž vsi Brada v okrese Jičín na stejnojmenném vrchu. Od roku 1964 je chráněna jako kulturní památka.

## Historie
Hrad v polovině třináctého století založil Načerat z rodu Ronovců. První písemná zmínka o něm pochází z roku 1258. V roce 1304 král Václav II. přinutil Načeratova syna Lévu, aby s ním hrad vyměnil za ves Štítary. Panovník poté Bradu spravoval prostřednictvím hradu Veliš, který roku 1327 získali do zástavby Vartenberkové. Roku 1383 byl správcem hradu Matěj z Brady. Na začátku husitských válek hrad patřil Čeňkovi z Vartenberka. Po Čeňkovi jej zdědil syn Jindřich, jehož purkrabím na hradě byl v roce 1427 Mikš z Labouně. Vzhledem k tomu, že Čeněk z Vartenberka zemřel jako husita, král Zikmund mu odňal Veliš, Bradu a další majetek a roku 1426 jej daroval Oldřichovi z Rožmberka. Panství však zůstalo v Jindřichově držení. Dne 5. května 1434 Jindřich odkázal veškerý majetek své tetě Machně z Veselé. Po ní Brada připadla Haškovi z Valdštejna a poté (před rokem 1452) Markvartovi z Údrnic (též z Labouně). Jeho nástupce Otík Bradský z Labouně Bradu prodal krátce po roce 1482 Mikuláši Lickovi z Rýzemburka. Za něj hrad definitivně přestal sloužit jako panské sídlo a chátral. Když jej roku 1500 kupoval Mikuláš Trčka z Lípy, byl hrad uveden jako pustý. Bradské panství zároveň splynulo s panstvím hradu Veliš.
Během prusko-rakouské války v roce 1866 zde měla jedno z dělostřeleckých postavení rakouská armáda bránící přístup k Jičínu. Na památku bitvy u Jičína byl v roce 1891 z iniciativy hraběte Ervína Šlika na vrcholové plošině vztyčen dubový kříž se sochami svatého Petra a svatého Pavla, dvou světců, na jejichž výroční den se bitva odehrála, a kteří jsou tak považováni za její patrony. Z téže doby pochází i kamenný kříž věnovaný obětem této války, umístěný na východním úpatí vedle barokní dřevěné zvonice, vzniklé v závěru 13. století spolu s raně gotickým kostelem.

## Stavební podoba

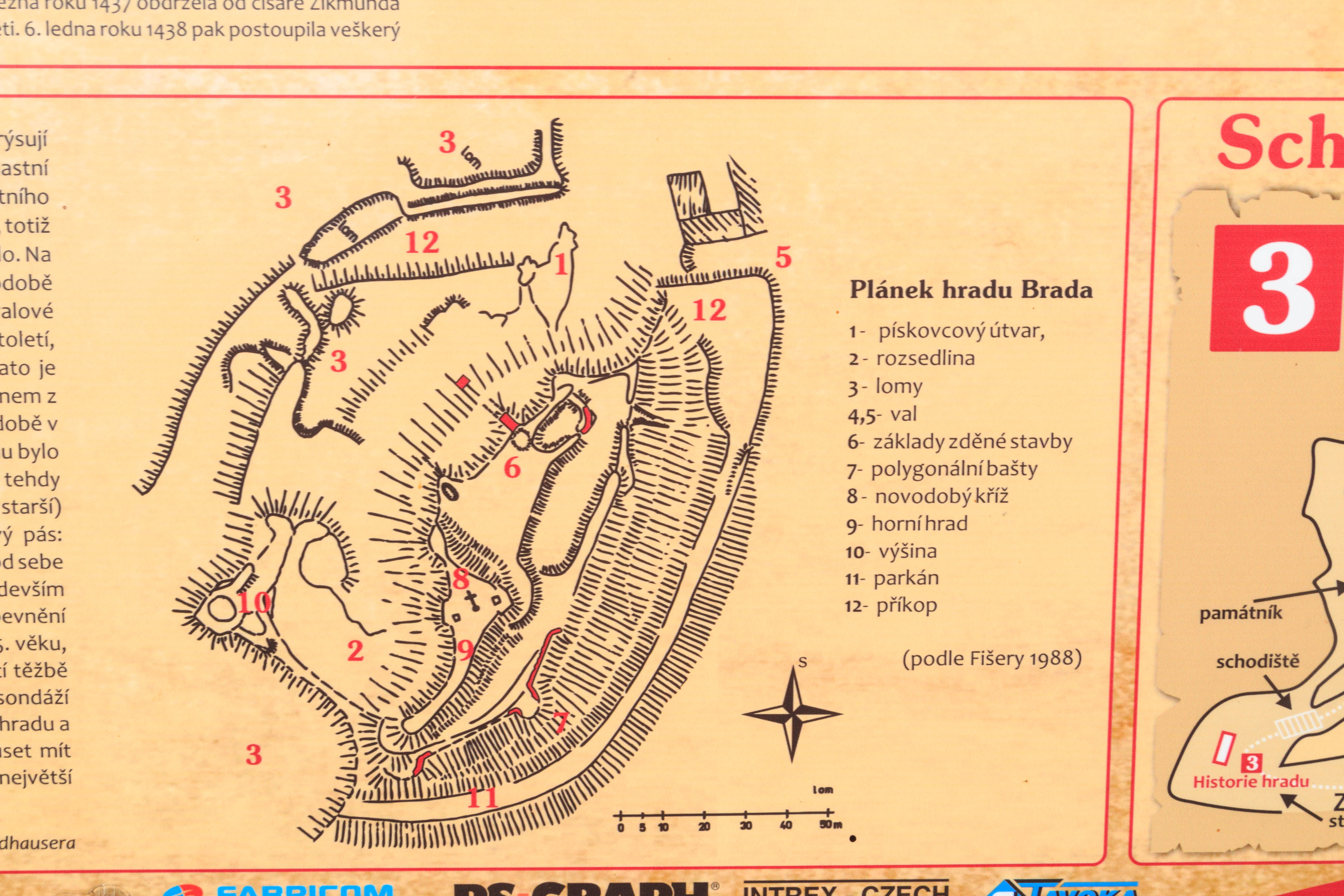
Půdorys hradu na infotabuli

Zřícenina byla výrazně poškozena kamenolomem, který odtěžil většinu hradního jádra. Mělo nejspíše přibližně čtvercový půdorys a se dochovala jen část, na které stojí pamětní kříž. V níže položeném prostoru pod jádrem jsou patrné pozůstatky zdí dvouprostorové budovy a na východní straně se dochovaly fragmenty parkánové hradby zesílené nejméně dvěma až třemi polookrouhlými baštami. Pod parkánem vede příkop a před ním ještě val.